# Stazione meteorologica di Pizzo Calabro
La stazione meteorologica di Pizzo Calabro è la stazione meteorologica di riferimento relativa all'omonima località del territorio comunale di Pizzo.

## Coordinate geografiche
La stazione meteo si trova nell'Italia meridionale, in Calabria, in provincia di Vibo Valentia, nel comune di Pizzo, in località Pizzo Calabro, a 107 metri s.l.m. e alle coordinate geografiche 38°44′N 16°10′E.

## Dati climatologici
In base alla media trentennale di riferimento 1961-1990, la temperatura media dei mesi più freddi, gennaio e febbraio, si attesta a +12,2 °C; quella del mese più caldo, agosto, è di +26,3 °C.
Le precipitazioni medie annue si aggirano sui 560 mm e si distribuiscono mediamente in 73 giorni, con un prolungato minimo estivo ed un moderato picco tra l'autunno e l'inverno
.
| Pizzo Calabro         | Mesi   | Mesi   | Mesi   | Mesi  | Mesi   | Mesi   | Mesi   | Mesi   | Mesi   | Mesi   | Mesi   | Mesi   | Stagioni | Stagioni | Stagioni | Stagioni | Anno |
| Pizzo Calabro         | Gen    | Feb    | Mar    | Apr   | Mag    | Giu    | Lug    | Ago    | Set    | Ott    | Nov    | Dic    | Inv      | Pri      | Est      | Aut      | Anno |
| --------------------- | ------ | ------ | ------ | ----- | ------ | ------ | ------ | ------ | ------ | ------ | ------ | ------ | -------- | -------- | -------- | -------- | ---- |
| T. max. media (°C)    | 14,2   | 14,4   | 15,8   | 17,9  | 22,4   | 26,1   | 28,8   | 29,6   | 26,8   | 23,0   | 18,8   | 15,6   | 14,7     | 18,7     | 28,2     | 22,9     | 21,1 |
| T. min. media (°C)    | 10,1   | 9,9    | 10,7   | 12,3  | 16,1   | 19,8   | 22,3   | 23,0   | 20,5   | 17,3   | 14,0   | 11,5   | 10,5     | 13,0     | 21,7     | 17,3     | 15,6 |
| Precipitazioni (mm)   | 64     | 68     | 54     | 47    | 23     | 15     | 15     | 22     | 37     | 61     | 68     | 86     | 218      | 124      | 52       | 166      | 560  |
| Giorni di pioggia     | 10     | 9      | 8      | 7     | 3      | 2      | 2      | 3      | 4      | 7      | 8      | 10     | 29       | 18       | 7        | 19       | 73   |
| Vento (direzione-m/s) | SW 7,8 | SW 8,2 | SW 8,2 | W 7,9 | SW 6,6 | SW 6,8 | NW 7,7 | NW 7,4 | NW 6,8 | SW 7,9 | SW 8,7 | SW 8,4 | 8,1      | 7,6      | 7,3      | 7,8      | 7,7  |